# 전설따라 삼천리
《전설따라 삼천리》(傳說따라 三千理)는 대한민국 문화방송 라디오(HLKV)에서 1965년에서 1983년까지 총 15년간 방송된 라디오 드라마 프로그램이다.

## 개요
1965년 5월 시작되어 1983년 10월까지 15년간 방송된 라디오 드라마 프로그램이다. 1971년 1월에 방송 1천 회, 1978년 7월 방송 4천회를 맞이하였으며, 이후 한동안 폐지되었다가 1982년 9월부터 계속되기도 했다. 전통 미풍 양속을 되살리는 취지로 시작되어 한국 각지의 전설을 조사, 각색하였으며, 각종 효과음을 곁들여 극화하였다. 시그널 곡으로는 클로드 드뷔시의 〈조각배 (En Bateau)〉가 사용되었다.
1968년 8월 명지대방송문화연구원에서 조사·발표한 여론 조사에서는 《전설따라 삼천리》가 가장 청취율이 높은 프로그램으로 발표되었다.

## 수상
- 1970년 문화공보부 선정 제3회 방송콘테스트 연예·오락부문 우수상[4]
- 1971년 문화공보부 선정 제4회 방송대상 라디오 연예·오락부문 우수상[5]
- 1978년 한국방송대상 성우연기상 수상 - 성우 유기현. 13년간 〈전설따라 삼천리〉의 해설을 담당한 공로.[6]

## 2차 저작물

### 영화
1968년에는 방송된 내용 중 흥미있는 세 이야기를 소재로 동명의 영화를 제작하였다. 각색은 최금동, 황성일, 연출은 장일호가 맡았다. 라디오에서와 마찬가지로 유기현이 해설을 담당하였다.
- 제1화 - 〈福주머니의 有來〉, 김진규·윤정희 주연
- 제2화 - 〈鬼火怪談〉, 이대엽·남정임 주연
- 제3화 - 〈孝子村〉, 김지미·신성일 주연

### 서적
《전설따라 삼천리》는 간간이 방송된 내용이 출간되었고, 베스트셀러가 되기도 하였다.
- 《傳說따라三千里》, 東西文化院 - 1966년 출간. 1973년에는 방송 2천회를 맞아 그동안 방송된 내용을 전3권으로 중간하였다.[9]
- 《韓國口碑 文學全集 傳說따라三千里》, 東林出版社 - 1975년에 그동안 방영된 내용을 정리하여 3X5판에 각권 240쪽, 전 20권 반양장으로 출간하였다.[5]
- 《傳說따라 三千里》天·地·人의 卷, 明文堂, 1982 - 방영된 내용을 발췌하여 3권으로 출간하였다.

## 같이 보기
- 전설의 고향